# Reserva Nacional Allpahuayo Mishana
Das Reserva Nacional Allpahuayo Mishana (RNAM) ist ein nationales Schutzgebiet in Nordost-Peru in der Region Loreto. Es wurde am 15. Januar 2004 eingerichtet. Verwaltet wird es von der staatlichen Naturschutz-Agentur Servicio Nacional de Areas Naturales Protegidas por el Estado (SERNANP). Das Areal besitzt eine Fläche von 580,7 km². Es wird in der IUCN-Kategorie VI als ein Schutzgebiet geführt, dessen Management der nachhaltigen Nutzung natürlicher Ökosysteme und Lebensräume dient. Es dient der Erhaltung der Sumpf- und Auenwälder sowie der dichten Bodenvegetation in dem Gebiet und damit einem Ökosystem bedrohter Pflanzen- und Tierarten. Das Gebiet wird der Ökoregion Napo zugerechnet.

## Lage
Das Schutzgebiet liegt in der Provinz Maynas am Río Nanay unterhalb der Einmündung des Río Pintoyacu. Die Großstadt Iquitos befindet sich 20 km ostnordöstlich. Das Schutzgebiet liegt hauptsächlich südlich des Río Nanay im Distrikt San Juan Bautista. Kleinere Randbereiche liegen in den Distrikten Alto Nanay und Iquitos. In dem Schutzgebiet gibt es mehrere Siedlungen. Entlang der südöstlichen Gebietsgrenze verläuft die Fernstraße von Nauta nach Iquitos.

## Ökologie
Zu den 145 Säugetier-Arten in dem Areal gehört der Äquatorial-Saki (Pithecia aequatorialis), Scolomys melanops aus der Nagetiergattung der Amerikanischen Stachelmäuse und der Halsband-Springaffe (Cheracebus torquatus). Zur 475 Arten zählenden Vogelwelt des Schutzgebietes gehört der Iquitos-Mückenfänger (Polioptila clementsi). Weiterhin wurden 83 Amphibien-Arten, 120 Reptilien-Arten sowie 155 Fischarten gezählt. Im Schutzgebiet gedeihen die Palmenarten Mauritia carana,  Mauritiella aculeata und Lepidocaryum tenue, Pouteria, eine Gattung der Sapotengewächse, Tachigali, eine Gattung der Johannisbrotgewächse, sowie Caraipa tereticaulis, eine Art aus der Familie der Calophyllaceae.

## Bilder von im Schutzgebiet vorkommenden Tieren

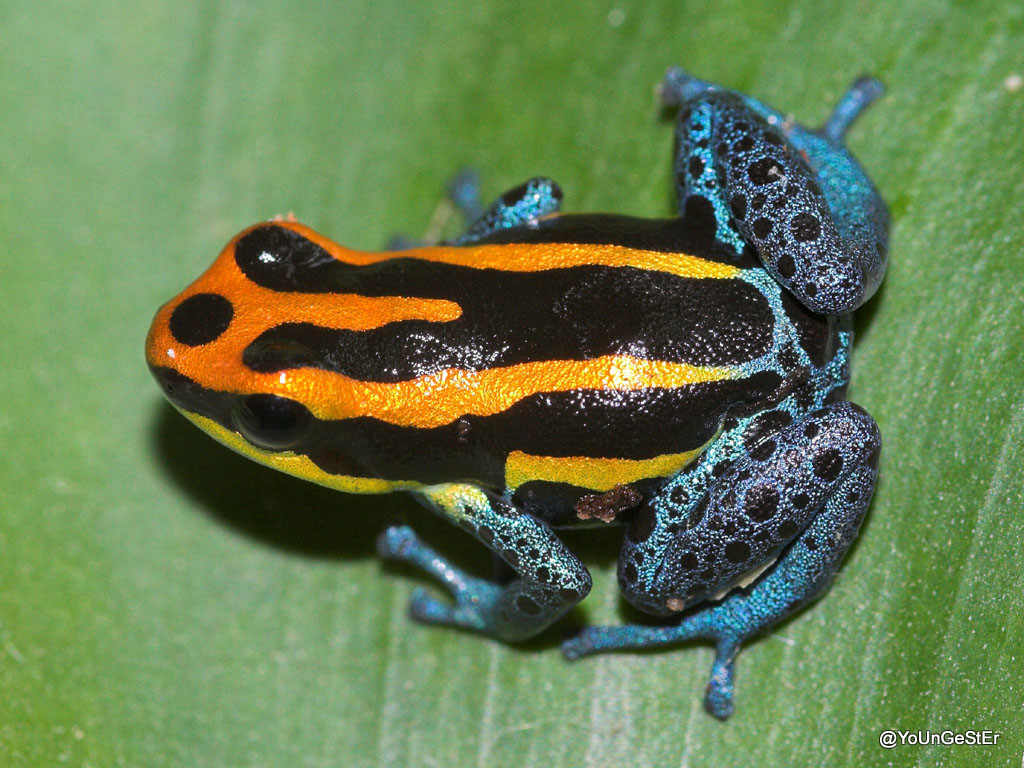
Ranitomeya amazonica
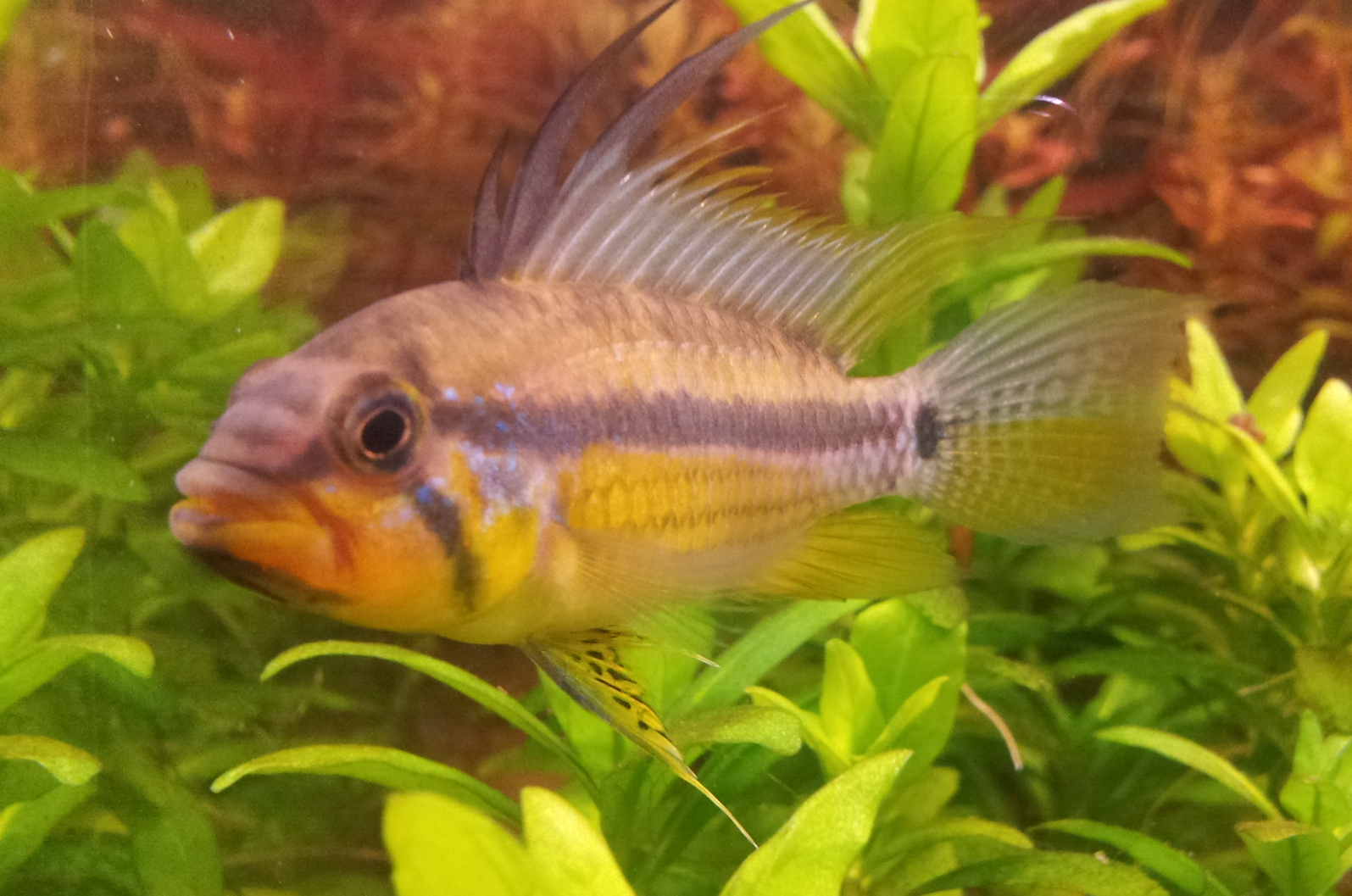
Schwarzkinn-Zwergbuntbarsch
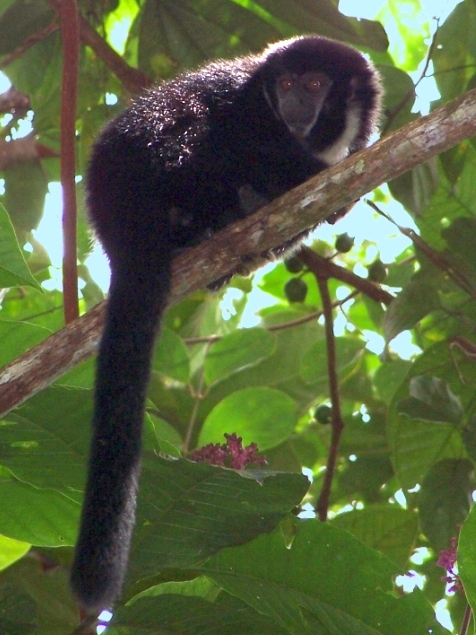
Halsband-Springaffe